# Vargha Gyula

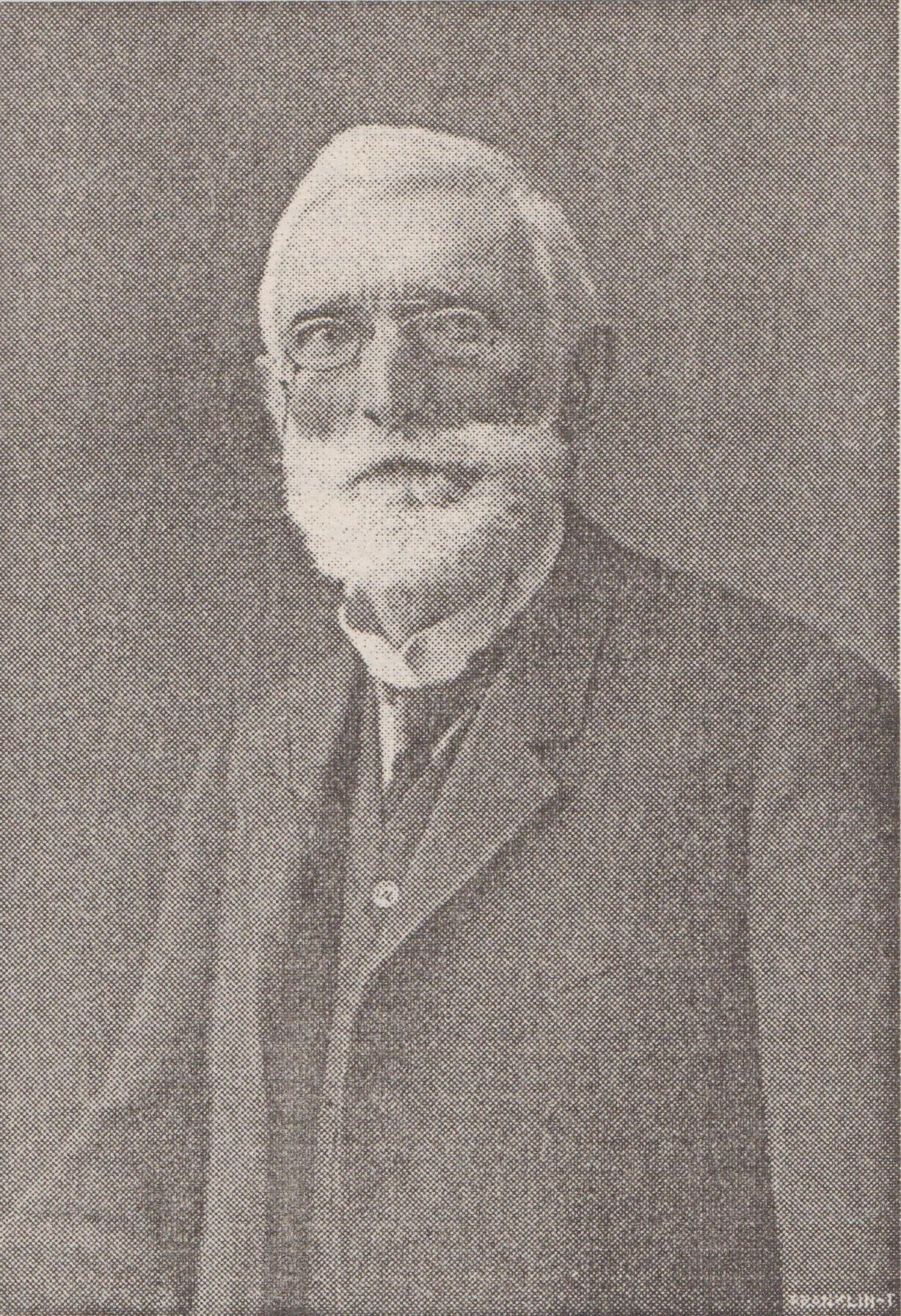
Vargha Gyula időskori fényképe

Görzsönyi Vargha Gyula (Káva, 1853. november 4. – Budapest, 1929. május 2.) statisztikus, költő, műfordító, a jog- és államtudományok doktora, igazgató miniszteri tanácsos, a magyar királyi központi Akadémia és a Kisfaludy Társaság rendes tagja és az utóbbinak főtitkára, az MTA tagja (levelező 1892, rendes 1907, tiszteleti 1923).

## Élete
Édesapja görzsönyi Vargha János (1804-1886), ügyvéd, és édesanyja zsarolyáni Márton Sára. Középiskoláit a budapesti református gimnáziumban, a jogot a budapesti egyetemen végezte és ott a jog- és államtudományok doktorává avatták.
Joghallgató korában az Országos Statisztikai Hivatal szolgálatába lépett, ott fokonként emelkedve 1892-től miniszteri osztálytanácsos és az intézet aligazgatója, 1901-től 1914-ig igazgatója volt.
1882. január 26-án feleségül vette szemerjai Szász Póla írónőt, Szász Károly református püspök leányát.
1914-től 1917-ig nemzeti munkapárti országgyűlési képviselő, a kereskedelemügyi minisztérium politikai államtitkáraként működött. Tisza István politikájának lelkes híve és támogatója volt.
Első verseskötete 1881-ben jelent meg; ezt 23 évi hallgatás után több kötete követte. Mint műfordító is ismert volt. 1883-tól a Kisfaludy Társaság tagja, 1900-tól titkára, 1922-től másodelnöke, 1928–1929-ben az MTA másodelnöke. 1923-ban összes költeményeiért az MTA nagyjutalmát kapta.
1883. január 31-én a Kisfaludy Társaság választotta rendes tagjának (mely társaságnak 1900. február 14-től főtitkára volt). 1892. május 5-én lett a Magyar Tudományos Akadémia levelező, 1907. május 3-án rendes tagja. 1896-ban a király a Vaskorona-rend III. osztályával tüntette ki. 1910. április 14-én lett az Országos Statisztikai Hivatal igazgatója.

## Munkássága
A hivatalos statisztika fejlesztésén kívül a gazdasági-statisztika területén is értékes munkát végzett. A Láng Lajos szerkesztette Magyarország statisztikájának II. kötetében a gazdasági statisztikai részt ő állította össze. 1887-től Jekelfalussy Józseffel közösen írta és szerkesztette a Közgazdasági és Statisztikai Évkönyv kilenc évfolyamát. A magyar hitelügy és hitelintézetek c. munkáját az MTA Marczibányi-díjjal jutalmazta; ez a műve, valamint az 1895. évi mezőgazdasági üzemstatisztika fontos gazdaságtörténeti forrás.
Mint költő – a kor konzervatív irodalmi lapjának, a Napkeletnek a kritikusa szerint – „a népies nemzeti költészet hagyományainak legművészibb folytatója”; fő ihletői a haza, család, természet, bár néhány bölcseleti jellegű költeményt is írt.

### Főbb művei

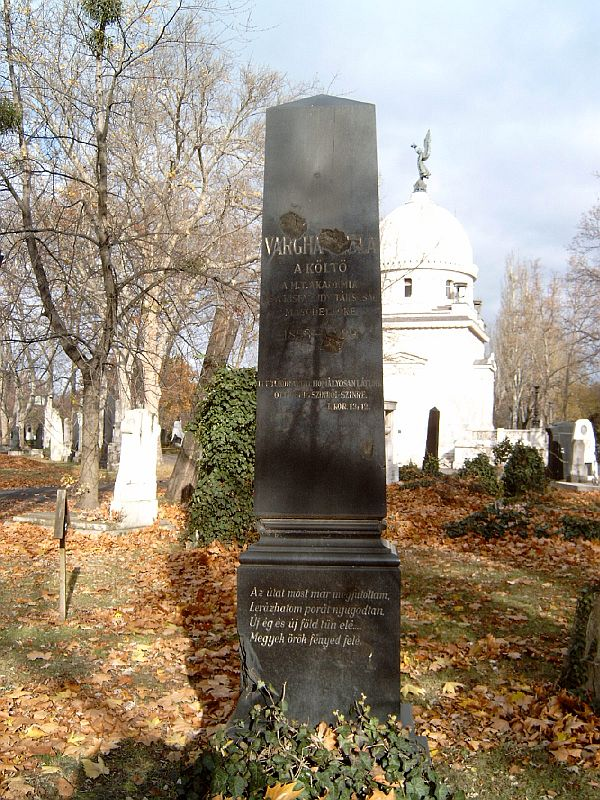
Vargha Gyula sírja Budapesten. Kerepesi temető: 37/2-1-23.

Tanulmányok, szakmunkák
- A magyar nyelv hódításai az utóbbi 10 év alatt (Közgazd. és Közigazgatási Szle, 1893);
- Magyarország pénzintézetei (Bp., 1895);
- A magyar hitelügy és hitelintézetek története (Bp., 1896);
- Barsi József emlékezete : 1810-1893 (Bp., 1897);
- Békés vármegye mezőgazdasága (Bp., 1899);
- A magyarság félévszázados fejlődése (Közgazd. Szle, 1902);
- A magyar birodalom vázlatos ismertetése (Közgazd. Ért. 1908);
- Hungary: Its Peoples, Industries and Finances. (In: Hungary of To-day. Edited by Percy Alden. London, 1909. 13-101.) Online

Verseskötetek
- Dalok (versek, Bp., 1881);
- Óda az 1867. évi koronázás emlékére (vers, Bp., 1892);
- Vargha Gyula költeményei (Bp., 1915);
- Ködben (versek, Bp., 1922);
- A végtelen felé (Bp., 1923);
- Hamvadó tüzek (versek, Bp., 1927).

## Emlékezete
Üllőn a városi könyvtár viseli a nevét. Emlékére 2007. augusztus 11-én állandó kiállítás nyílt a várpalotai Trianon Múzeumban. Szerepe volt a mai Budapest XVII. kerületében levő Akadémiatelepek megvalósításában, ezért ott utcát neveztek el róla.
2007. szeptember 1-jével kezdte meg működését a Nemesgörzsönyi Vargha Gyula Református Általános Iskola. Ugyanekkor indult a Vargha Gyula feleségéről elnevezett Nemesgörzsönyi Szász Póla Református Óvoda is.